# Idiocera (Idiocera) aldabrensis
Idiocera (Idiocera) aldabrensis is een tweevleugelige uit de familie steltmuggen (Limoniidae). De soort komt voor in het Afrotropisch gebied.